# Edward Solomon

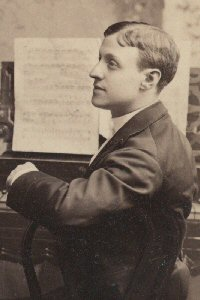
Edward Solomon

Edward „Teddy“ Solomon (* 25. Juli 1855 in London; † 22. Januar 1895 ebenda) war ein englischer Komponist und Dirigent.

## Leben
Solomon war ein erfolgreicher und produktiver Bühnenkomponist, von dem bis zu seinem frühen Tod 1895 um die dreißig Operetten und komische Opern in England und den USA aufgeführt worden waren. Seine erste Oper (A Will With a Vengeance) hatte ihre Uraufführung 1876 am Globe Theatre, als Solomon 21 Jahre alt war.
1879 wurde er musikalischer Direktor des Royalty Theatre, wo er u. a. Arthur Sullivans The Zoo dirigierte. Seine ersten großen Erfolge als Komponist hatte er in Zusammenarbeit mit dem Librettisten Henry Pottinger Stephens („Pot“ Stephens) mit der „nautischen“ Oper Billie Taylor (1880) und der komischen Oper Claude Duval (1881).
Als sich seine Hauskomponisten Gilbert und Sullivan 1891 vorübergehend trennten, holte der Theaterimpresario Richard D’Oyly Carte Solomon an sein Savoy Theatre. Hier dirigierte dieser die Uraufführung seiner Operette The Nautch Girl (mit Jessie Bond und Rutland Barrington in den Hauptrollen) und seine komische Oper The Vicar of Bray. In den folgenden Jahren führte die D’Oyly Carte Opera Company weitere Operetten Solomons in Großbritannien und den USA auf.
In der Operette The Red Hussar hatte 1890 die Sängerin Marie Tempest einen sensationellen Debüterfolg in New York. Solomon selbst favorisierte die amerikanische Operettenkönigin Lillian Russell, die u. a. in seinen komischen Opern Billie Taylor, Pocahontas, Polly und Pepita auftrat und die seine zweite Frau wurde.
Er starb 1895 vor seinem vierzigsten Geburtstag an Typhus.

## Werke
- A Will With a Vengeance, komische Oper (Libretto: Frederick Hay), UA 1876
- Contempt of Court, romantische Kantate (Libretto: Arthur Matthison), UA 1877
- Bertha, the Betrayer
- Rothomago or The Magic Watch, großes weihnachtliches Feenspektakel (Gemeinschaftskomposition mit Procida Bucalossi, Gaston Serpette und Georges Jacobi) UA 1879
- Billie Taylor, nautische komische Oper (Libretto: Henry Pottinger Stephens), UA 1880
- Popsy Wopsy, eine musikalische Absurdität (Libretto: Sydney Grundy), UA 1880
- Claude Duval or Love and Larceny, romantische komische Oper (Libretto: Henry Pottinger Stephens), UA 1882
- Quite an Adventure, Operette (Libretto: Frank Desprez), UA 1881
- Lord Bateman or Picotee's Pledge, komische Oper (Libretto: Henry Pottinger Stephens), UA 1882
- The Vicar of Bray, englische komische Oper (Libretto: Sydney Grundy), UA 1882
- Virginia and Paul or Changing the Rings, komische Oper (Libretto: Henry Pottinger Stephens), UA 1883
- Pocahontas or The Great White Pearl, komische Oper (Libretto: Sydney Grundy), UA 1884
- Polly or The Pet of the Regiment, komische Oper (Libretto: James Mortimer), UA 1884
- Pepita or The Girl With the Glass Eyes, komische Oper (Libretto: Alfred Thompson), UA 1886
- The Maid and the Moonshiner, komische Oper (Libretto: Charles Hoyt), UA 1886
- Penelope, musikalische Version der Farce The Area Belle von William Brough und Andrew Halliday (adaptiert von George P. Hawtrey), UA 1889
- Pickwick, dramatische Kantate (Libretto: Francis Burnand), UA 1889
- Tuppins and Co., Operette (Libretto: T. Malcolm Watson) UA 1889
- The Red Hussar, komische Oper (Libretto: Henry Pottinger Stephens), UA 1889
- Domestic Economy, Operette (Libretto Francis Burnand), UA 1890
- The Tiger, Operette (Libretto: Francis Burnand), UA 1890
- The Nautch Girl or The Rajah of Chutneypore, indische komische Oper (Libretto: George Dance mit Gedichten von Dance und Frank Desprez), UA 1891
- Killiecrumper, eine Unterhaltung (Libretto: T. Malcolm Watson), UA 1891
- Sandford and Merton, Operette (Libretto: Francis Burnand), UA 1893
- The Professor, ein musikalischer Dialog (Libretto: Rutland Barrington) US 1895
- On the March, musikalische Komödie, Gemeinschaftskomposition mit Tom Crook und Frederic Clay (Libretto: William Yardley, B. C. Stephenson und Cecil Clay nach In Camp von Victoria Vokes), UA 1896